# Nasal alveolar
La consonante nasal alveolar es un sonido consonántico usado en algunas lenguas orales. El símbolo en el Alfabeto Fonético Internacional que representa este sonido es n, y el símbolo equivalente en X-SAMPA es n.  La nasal alveolar ocurre en el español, y este sonido se representa con la grafía "n".

## Características
Características de la nasal alveolar:
- Su punto de articulación es alveolar, que significa que es articulada con la punta o la parte plana de la lengua contra los alveolos dentarios, entonces puede ser apical o laminar.
- Su tipo de fonación es sonora, que significa que las cuerdas vocales vibran durante la articulación.
- Es una consonante nasal, lo que significa que el aire escapa a través de la nariz.
- Es una consonante central, que significa que es producida permitiendo al aire fluir por la mitad de la lengua, en vez de los lados.
- La iniciación es egresiva pulmónica, que significa que es articulada empujando el aire de los pulmones y a través del tracto vocal, en vez del glotis o la boca.

## Ocurre en
- Checo: na [na], "sobre, encima"
- Inglés: nice [naɪs], "agradable"
- Francés: connexion [kɔnɛksjɔ̃], "conexión"
- Georgiano: კანი [ˈkʼani], "piel"
- Alemán: lanze [lantsə], "lanza"
- Griego: νάμα [ˈna.ma], "vino de comunión"
- Húngaro: nagyi [nɒɟi], "abuela"
- Italiano: nano ['nano], "enano"
- Rumano: Xilofon [ksi.lo'fon] "xilófono"
- Japonés: 反対 (hantai) [hantai], "opuesto/enfrente"
- Pirahã: gíxai [níʔàì], "tú"
- Sueco: den [dɜn], "ello"
- Turco: neden [neden], "razón"
- Neerlandés: neuken (malsonante) [ˈnøːkə(n)] "j*der"

- Datos: Q271611